# Роджерс, Джимми
Джимми Роджерс (англ. Jimmie Rodgers; настоящее имя Джеймс Чарльз Роджерс; 8 сентября 1897 — 26 мая 1933), также известный как «Поющий Кондуктор» (англ. The Singing Brakeman), был первой звездой музыки кантри. В связи с этим ещё одно его прозвище было «Отец музыки кантри» (англ. The Father of Country Music).

## Ранние годы
Джеймс Чарльз Роджерс родился в городе Меридиан (штат Миссисипи). Он был младшим из трёх сыновей. Его мать умерла, когда Джимми был ребёнком, и он провёл следующие несколько лет, живя с родственниками на юго-востоке Миссисипи и юго-западе Алабамы. Наконец он вернулся домой, чтобы жить с отцом, который к тому времени стал бригадиром на железной дороге между Мобилом и Огайо, а также вторично женился.

## Карьера исполнителя
Тяга к выступлениям возникла у Джимми в раннем возрасте. Его манила дорога. К 13 годам он дважды пытался организовать дорожные шоу, но оба раза отец возвращал его домой. Отец и нашёл ему работу водоносом на железной дороге. Там он научился петь в свойственной ему манере, а рабочие научили его бренчать на гитаре. Через несколько лет он стал кондуктором на северо-восточной железной дороге.
В 1924-м, в возрасте 27 лет, Джимми заболел туберкулёзом. Болезнь временно оборвала его железнодорожную карьеру, но, в то же время, дала ему возможность вернуться к своей давней любви — музыке. Он организовал гастрольный тур и ездил по юго-востоку, пока однажды ураган не уничтожил его палатку. Он вернулся к работе кондуктора на восточном побережье Флориды, однако болезнь не позволила ему там остаться. Джимми перебрался в Тусон, штат Аризона, и устроился работать стрелочником. На этой работе он оставался около года, а затем, в начале 1927-го, вернулся с семьёй в родной Меридиан.

## Успех
В том же 1927 году Роджерс решил отправиться в Ашвилл, Северная Каролина. 18 апреля он вместе с Отисом Кайкенделлом в первый раз выступил на радио. Несколько месяцев спустя он собрал группу в Теннесси под названием Tenneva Ramblers и получил еженедельную радиопередачу.
В августе 1927 года Роджерс и его группа распадаются, и первые записи Джимми делает один в Бристоле, Теннесси. За них он получает около ста долларов.
Эти записи выходят в свет в октябре и пользуются определённым успехом. В ноябре, в Филадельфии, Роджерс проводит ещё одну сессию, в ходе которой он записывает 4 песни, включая «Blue Yodel», более известную как «T for Texas». В следующие два года было продано более полумиллиона копий этой песни, что было невероятным в те времена успехом.
Следующие несколько лет Роджерс был сильно занят. Он делал короткометражный фильм «Поющий кондуктор» для «Columbia Pictures» и записал множество песен по всей стране. Участвуя в программе Красного креста, он, вместе с юмористом Уиллом Роджерсом, гастролировал по среднему востоку. В июле 1930 года он записал «Blue Yodel #9», вместе с Луи Армстронгом и его женой Лилиан, которая аккомпанировала им на фортепиано.

## Последние годы
Предпоследняя сессия Роджерса состоялась в августе 1932 года в Камдене, Нью-Джерси. В это время становится ясно, что его туберкулёз прогрессирует. Он больше не гастролирует, но выступает с еженедельной передачей на радио в Сан-Антонио, куда он перебрался, после того как «T for Texas» стала хитом.
В то время в стране свирепствует Великая депрессия. В мае 1933 года Джимми отправляется в Нью-Йорк для групповых записей. Эту сессию он начинает один и в первый день записывает четыре песни. После однодневного отдыха он возвращается в студию, где он уже не может записываться стоя, но вскоре возвращается в отель, рассчитывая на то, что силы скоро к нему вернутся. Тем временем, звукоинженеры находят для него двоих музыкантов, с которыми он записывает ещё несколько песен, включая «Mississippi Delta Blues». Тем не менее, последнюю песню Джимми решает записывать один, и песня «Years Ago» подводит итог его карьеры.
Джимми Роджерс умер два дня спустя, 26 мая 1933 года. Ему было 35 лет.

## Наследие
Когда в 1961 году был учреждён Зал славы кантри, Роджерс был одним из первых трёх принятых туда людей (вместе с Фредом Роузом и Хэнком Уильямсом). Он был принят в Зал славы композиторов в 1970-м и в Зал славы Рок-н-ролла в 1986-м, как оказавший раннее влияние на этот музыкальный стиль.
С 1953 года в Меридиане, родном городе Джимми Роджерса, проводится ежегодный музыкальный фестиваль его памяти.
В списке «40 величайших людей в кантри-музыке», опубликованном в 2003 году телесетью СМТ (Country Music Television), Джимми Роджерс занимает 33-е место.